# São Pedro (Figueira da Foz)
São Pedro is een plaats (freguesia) in de Portugese gemeente Figueira da Foz en telt 2705 inwoners (2001).